# Aubel-Thimister-Stavelot
L' Aubel-Thimister-Stavelot, in passato nota come Liège-La Gleize e Aubel-Thimister-La Gleize, è una corsa a tappe maschile di ciclismo su strada, che si svolge nei limitrofi delle omonime località (Aubel, Thimister-Clermont e Stavelot), nella Vallonia, in Belgio. La manifestazione è riservata alla categoria Juniores e si svolge fra luglio e agosto. 
Corsa per la prima volta nel 1954, fra i vincitori noti si annoverano Eddy Merckx (vincitore nel 1962), Frank Vandenbroucke (1992), Leif Hoste (1995) e Remco Evenepoel (2018).

## Albo d'oro
Aggiornato all'edizione 2021.
| Anno                      | Vincitore                             | Secondo                               | Terzo                                 |
| Liège-La Gleize           |                                       |                                       |                                       |
| ------------------------- | ------------------------------------- | ------------------------------------- | ------------------------------------- |
| 1955                      | Francesco Miele                       |                                       |                                       |
| 1956                      | Maurice Nelissen                      |                                       |                                       |
| 1957                      | Yves Gehault                          |                                       |                                       |
| 1958                      | Georges Van Coningsloo                |                                       |                                       |
| 1959                      | Guy Honhon                            |                                       |                                       |
| 1960                      | Jean Christiaens                      |                                       |                                       |
| 1961                      | Romain Robben                         |                                       |                                       |
| 1962                      | Eddy Merckx                           |                                       |                                       |
| 1963                      | Johnny Pieters                        |                                       |                                       |
| 1964                      | Marcel Verjans                        |                                       |                                       |
| 1965                      | Ricardo Civino                        |                                       |                                       |
| 1966                      | Jacques Maen                          |                                       |                                       |
| 1967                      | Roger Lochtenberg                     |                                       |                                       |
| 1968                      | Serge Del Amore                       |                                       |                                       |
| 1969                      | Aldo Fechi                            |                                       |                                       |
| 1970-1981                 | non organizzata                       | non organizzata                       | non organizzata                       |
| 1982                      | Henri Schnadt                         |                                       |                                       |
| 1983                      | Ronny Vlassaks                        |                                       |                                       |
| 1984                      | Patrick Boogaerts                     |                                       |                                       |
| 1985                      | Hans Suykerbuyk                       |                                       |                                       |
| 1986                      | Hans Bogers                           |                                       |                                       |
| 1987                      | Stephan Schruff                       |                                       |                                       |
| 1988                      | Alexander Dorper                      |                                       |                                       |
| 1989                      | Karl Pauwels                          |                                       |                                       |
| 1990                      | Niels van der Steen                   |                                       |                                       |
| 1991                      | Anthon Vermaerke                      |                                       |                                       |
| 1992                      | Frank Vandenbroucke                   |                                       |                                       |
| 1993                      | Johan Bruinsma                        |                                       |                                       |
| 1994                      | Maarten Nijland                       |                                       |                                       |
| 1995                      | Leif Hoste                            |                                       |                                       |
| 1996                      | Kim Van Bouwel                        |                                       |                                       |
| 1997                      | Roel Egelmeers                        |                                       |                                       |
| 1998                      | Jurgen Van Goolen                     |                                       |                                       |
| 1999                      | Preben Van Hecke                      |                                       |                                       |
| 2000                      | Samuel Denis                          |                                       |                                       |
| 2001                      | Stijn Ennekens                        | Johan Sermon                          | Wouter Weylandt                       |
| 2002                      | Thomas Dekker                         | Egon van Kessel                       | Ilya Chernetsky                       |
| 2003                      | Grega Bole                            | Jürgen Roelandts                      | Lars Boom                             |
| 2004                      | Simon Špilak                          | Cornelis van Ooijen                   | Nikolas Maes                          |
| 2005                      | Troels Vinther                        | André Steensen                        | Tanel Kangert                         |
| 2006                      | Niki Østergaard                       | Sven Vandousselaere                   | Tony Gallopin                         |
| 2007                      | Yannick Eijssen                       | Edgaras Kovaliovas                    | Joeri Adams                           |
| 2008                      | Wilco Kelderman                       | Mats Boeve                            | Steve Bekaert                         |
| 2009                      | Zico Waeytens                         | Ian Boswell                           | Romain Guillemois                     |
| 2010                      | Samuel Spokes                         | Daan Olivier                          | Dylan van Baarle                      |
| 2011                      | Alexander Kamp                        | Frederik Plesner                      | Guillaume Martin                      |
| 2012                      | Ildar Arslanov                        | Franck Bonnamour                      | Mads Pedersen                         |
| 2013                      | David Rivière                         | Jonas Gregaard                        | Christoffer Lisson                    |
| Aubel-Thimister-La Gleize |                                       |                                       |                                       |
| 2014                      | David Gaudu                           | Pascal Eenkhoorn                      | Sjoerd Bax                            |
| 2015                      | Ottavio Dotti                         | Anthon Charmig                        | Bjorg Lambrecht                       |
| 2016                      | Mikkel Bjerg                          | Gilles Borra                          | Lothar Verhulst                       |
| 2017                      | Mark Donovan                          | Thomas Pidcock                        | Xandres Vervloesem                    |
| Aubel-Thimister-Stavelot  |                                       |                                       |                                       |
| 2018                      | Remco Evenepoel                       | Frederik Thomsen                      | Biniam Girmay                         |
| 2019                      | Jared Scott                           | Ramses Debruyne                       | Lennert Van Eetvelt                   |
| 2020                      | annullata per la pandemia di COVID-19 | annullata per la pandemia di COVID-19 | annullata per la pandemia di COVID-19 |
| 2021                      | Cian Uijtdebroeks                     | Per Strand Hagenes                    | Emil Herzog                           |
| 2022                      | Roman Ermakov                         | Max Van Der Meulen                    | Jesse Maris                           |

## Statistiche

### Vittorie per nazione
| Pos. | Nazione                                                | Vittorie |
| ---- | ------------------------------------------------------ | -------- |
| 1    | Belgio                                                 | 28       |
| 2    | Paesi Bassi                                            | 8        |
| 3    | Danimarca                                              | 4        |
| 4    | Germania                                               | 3        |
| 5    | Italia Francia Slovenia                                | 2        |
| 8    | Australia Gran Bretagna Lussemburgo Russia Stati Uniti | 1        |